# عثمان آلیاناک
عثمان آلیاناک (ترکی استانبولی: Osman Alyanak؛ ۱۹۱۱ – ۱۹۹۱) بازیگر اهل ترکیه بود. او از سال ۱۹۵۰ تا ۱۹۹۰ در بیش از صد فیلم حضور داشته است.
از فیلم‌هایی که وی در آن‌ها نقش داشته است، می‌توان به امید اشاره نمود.